# Archip Michajlovič Ljul'ka
Archip Michajlovič Ljul'ka o Архип Михайлович Люлька in cirillico, traslitterato anche come Arkhip Mikhailovich Lyul'ka (10 marzo del calendario giuliano; Sevarka, 23 marzo 1908 – Mosca, 2 giugno 1984) è stato un ingegnere aeronautico sovietico, capo dell'ufficio tecnico numero 165 (OKB-165), ora facente capo al gruppo industriale NPO Saturn, dal 1946 al 1981.
Dopo aver terminato gli studi al Politecnico di Kiev nel 1931, Ljul'ka iniziò a lavorare nella fabbrica di turbogeneratori di Charkiv. Tra il 1933 ed il 1939 studiò all'Istituto d'Aviazione di Charkiv, dove si occupò del problema di adottare le turbine a gas nei motori per l'aviazione, sia a pistoni che a getto. Tra il 1936 ed il 1938 sviluppò uno dei primi motori turbogetto. Nel 1939 si trasferì a Leningrado (San Pietroburgo), dove lavorò nel ufficio di progettazione a Kirovsk (nell'Oblast di San Pietroburgo). Nel 1944 Ljul'ka diresse il "dipartimento turbogetti" nell'Istituto di Scienze e Tecnologia di Mosca.
Nel 1946 venne investito della carica di ingegnere capo di un OKB (ufficio di progetti sperimentali) della fabbrica numero 165. Sotto la sua direzione venne creato il primo turbogetto sovietico, il TR-1. Gli aeroplani equipaggiati con i motori Ljul'ka, tra la fine degli anni cinquanta ed i primi anni sessanta hanno conquistato più di 20 primati mondiali.
Ljul'ka contribuì anche nella ricerca teorica, in particolare definendo i limiti di applicazione di un turbogetto e i vantaggi di un compressore assiale rispetto ad un compressore centrifugo. Per la prima volta introdusse il concetto di fattore di recupero di pressione all'imbocco di una presa d'aria di un motore a getto. Sviluppò un metodo di calcolo dell'efficienza di una turbina a gas ed introdusse il concetto di efficienza complessiva di un turbogetto e sviluppò un sistema per il calcolo della velocità di un turbogetto in funzione della quota.
Nella seconda metà degli anni settanta realizzò uno dei primi propulsori sovietici a doppio flusso, il turboventola AL-31F, uno dei migliori al mondo, capace di 12.500 kg di spinta, con il quale il Sukhoj Su-27 conquistò più di 30 primati mondiali.
Fu insignito di tre medaglie di Lenin, una medaglia della Rivoluzione d'Ottobre, un Nastro Rosso del Lavoro.

## Motori

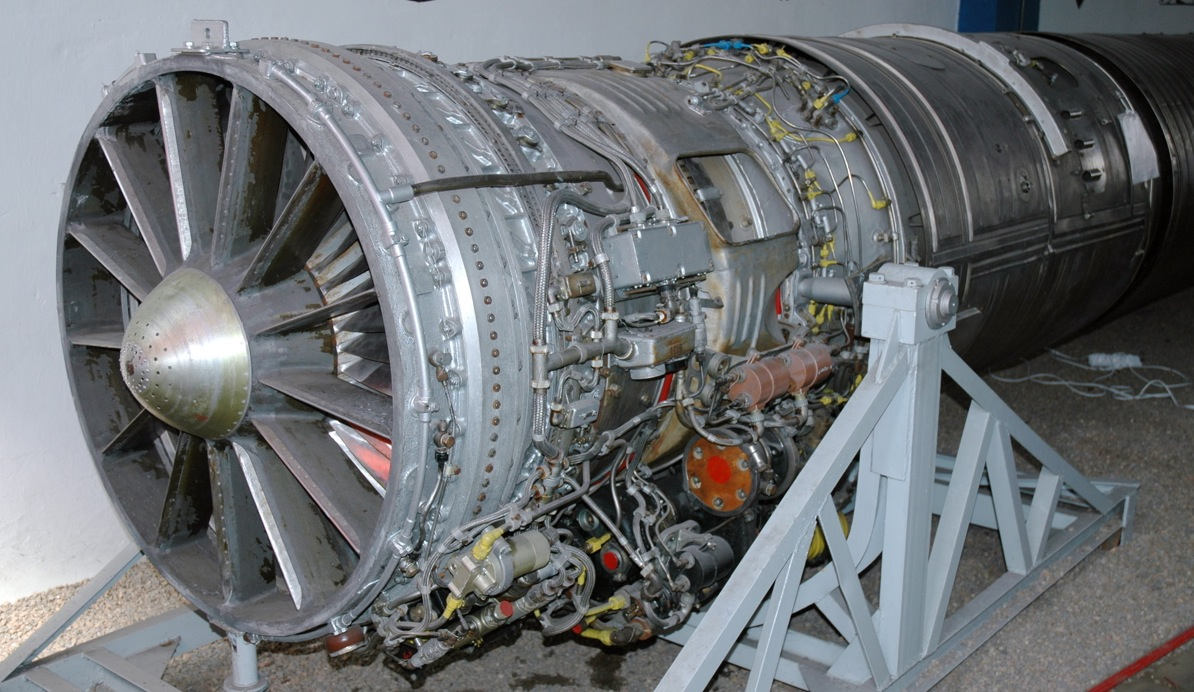
Un AL-7F turbojet dell'OKB Ljul'ka

Sotto la direzione di Archip Ljul'ka, l'OKB costruì motori quali:
- TR-1, TR-1A
- TR-2
- TR-3,TR-3A o AL-5
- AL-7, AL-7F, AL-7F-1, AL-7F-1-300, AL-7F-2
- AL-9, progetto[senza fonte]
- AL-11, progetto[senza fonte]
- AL-21F
- AL-31F